# مایک براون (بازیکن بسکتبال، زاده ۱۹۶۳)
مایک براون (انگلیسی: Mike Brown؛ زادهٔ ۱۹ ژوئیهٔ ۱۹۶۳) بازیکن بسکتبال اهل ایالات متحده آمریکا است.
از باشگاه‌هایی که در آن بازی کرده‌است می‌توان به فینیکس سانز، شیکاگو بولز، باشگاه بسکتبال المپیاکوس، مینه‌سوتا تیمبرولوز، یوتا جاز، هارلم گلوبتراترز، و فیلادلفیا سونتی‌سیکسرز اشاره کرد.